# Pangusión
Pangusión es una localidad situada en la provincia de Burgos, comunidad autónoma de Castilla y León (España), comarca de Las Merindades, partido judicial de Villarcayo, ayuntamiento de Valle de Tobalina.

## Geografía
En el valle del Ebro, entre la Sierra de Arcena al norte y la Sierra de Pancorbo al sur.; a 40 km de Villarcayo, cabeza de partido, y a 89 de Burgos. Comunicaciones: autobuses Briviesca-Barcina del Barco y Villarcayo-Miranda de Ebro, con parada a 2 km.
El caserío situado al norte se conoce como El Lugar, mientras que el situado al sur como El Barrio. El núcleo urbano se encuentra muy reformado, siendo la mayoría de las casas de construcción reciente, algunas tipo chalet, otras con numerosas reformas y añadidos que enmascaran su vieja fábrica. La zona más antigua se localiza en torno a la iglesia, observándose algunas casonas de piedra del XVIII-XIX, conservándose una al norte de la iglesia que destaca por su buena fábrica y por presentar una ventana bajo cornisa, cuyo dintel presenta relieve de cruz sobre calvario con estrellas, sol y luna en sus cuadrantes.
Las sucesivas reformas de los edificios han acabado con las viejas casonas de piedra que había, varias de las cuales presentaban escudo. Hubo un horno de pan comunal que ha desaparecido.
En cuanto al entorno natural donde se ubica esta población, evidentemente está marcado por la proximidad del Ebro, observándose la frondosa vegetación de ribera, extensos cultivos de cereal y, junto al pueblo, huertas y frutales. Al NO, lindando con la capital del Valle, se localizan algunas lomas cubiertas con matorral y algunos árboles aislados.

## Demografía
En el censo de 1950 contaba con 105 habitantes, reducidos a 30 en 2004, 38 en 2007.Actualmente según el censo es un pueblo abandonado Instituto Nacional de Estadística de España  (enlace roto disponible en Internet Archive; véase el historial, la primera versión y la última).</ref>

## Historia
El nombre podría pensarse que proviene de un diminutivo de pago (término) o bien de pago de yuso (de abajo).
Aparece mencionada esta localidad en 1073 al ser donado el monasterio de San Acisclo a los benedictinos de Oña.
Villa , en el Valle de Tobalina, en el partido de Castilla la Vieja en Burgos, jurisdicción de señorío, ejercida por el Duque de Frías quien nombraba su alcalde ordinario.
A la caída del Antiguo Régimen queda agregado al ayuntamiento constitucional de Valle de Tobalina , en el Partido de Villarcayo perteneciente a la región de Castilla la Vieja adquiriendo, ya desde entonces, una notable fama entre los pueblos aledaños que se refieren coloquialmente a él como "el pueblo de los guapos".

## Fiestas y costumbres
Fiesta local el día 17 de noviembre, festividad de San Acisclo y Santa Victoria. Se trata de dos hermanos martirizados durante el imperio de Diocleciano, patrones de Córdoba y su diócesis.

## Parroquia
Iglesia católica de San Acisclo y Santa Victoria, dependiente de la parroquia de San Martín de Don en el Arciprestazgo de Medina de Pomar, diócesis de Burgos.
Consta de dos partes distintas. El ábside es grande, cuadrado y con bóveda estrellada de buena cantería y está añadido a la iglesia primitiva en la segunda mitad del siglo XVI. El retablo mayor es barroco del año 1770. Destaca la pila bautismal de lóbulos.
Hay que señalar en una casa particular una curiosa cruz con grabados celestes